# Ектор Калегаріс
Ектор Калегаріс (ісп. Héctor Calegaris, 27 червня 1915 — 3 березня 2008) — аргентинський яхтсмен.
Срібний призер Олімпійських Ігор 1960 року в класі Дракон.